# 용반목
용반목(龍盤目, Saurischia)은 공룡의 두 종류 중 하나이다. 용각류와 유일한 육식공룡의 분류인 수각류로 나뉜다.
용반류는 트라이아스 말기에 분화한 조반목과 골반의 모습으로 구분된다. 용각류는 도마뱀과 유사하게 장골, 치골, 좌골이 세 방향을 나타내고 있으며, 좌골에서 치골이 앞으로 향하는 것으로 식별된다. 반면에 조반류는 치골이 좌골과 평행한 모습의 골반으로 진화하였다. 이 형태는 새와 유사하기 때문에 조반류라는 이름이 붙었다. 쥐라기에는 수각류도 새와 유사한 골반으로 진화하였고, 그 후 일부는 새로 진화하였다. 즉, 조반류가 아닌 용반류가 새의 조상이다.
거의 대부분의 용반류는 백악기에 멸종하였다. 새가 아닌 용반류는 모두 멸종한 상태다.

## 종류

### 수각아목
수각아목은 발로 서서 걷는 육식 공룡으로 새 같은 몸과 긴 꼬리뼈를 가지며 거의 대부분 날카로운 치아를 가졌다. 또한, 비늘을 가지며 발톱으로 무장되어 있다. 꼬리는 근육질로 길다란데, 뒤쪽으로 꼿꼿하게 뻗어 있어 몸의 균형을 잡아 주었다. 앞다리가 가늘었으며 턱이 강하고, 이가 칼날처럼 날카로웠다. 어떤 것은 병아리만 하여 작은 사냥감을 쫓았으나 거의 대부분 대형으로 코끼리만큼 체중이 나갔다.

### 용각아목
용각아목은 공룡 중에서 몸집이 가장 컸으며, 긴 목과 큰 몸으로 특징 지어진다. 긴 꼬리와 두꺼워서 기둥처럼 보이는 다리를 가졌다. 거의 대부분 꼿꼿이 섰을 때 키가 4.8 - 12m였고 다 자라면 몸무게가 9 ~ 27t에 이르렀다. 이들은 네 발로 걸어다녔으며 목이 길고, 머리가 작았다. 또 꼬리가 길며 가슴이 넓었다. 이빨은 잎을 뜯어먹는 데 사용되었는데, 잎은 위 속에 들어 있는 돌에 의해 갈아진 후 장 속의 세균에 의해 화학적으로 분해되었다. 용각류의 공룡은 높은 나무의 새싹을 먹기 위해 뒷다리에 의존하였다. 쥐라기에 번성한 초식 공룡으로, 백악기에 들어서는 다른 초식 공룡에 비해 번성하지 못하였다.